# Roddy McDowall
Roddy McDowall (născut Andrew Anthony Jude McDowall la 17 septembrie 1928 – d. 3 octombrie 1998) a fost un actor britanic.

## Filmografie selectivă
- 1941 Ce verde era valea mea (How Green Was My Valley), regia John Ford
- 1965 Acea pisică blestemată (That Darn Cat!), regia Robert Stevenson
- 1968 Planeta maimuțelor (Planet of the Apes), regia Franklin J. Schaffner
- 1981 Charlie Chan și Blestemul Reginei-Dragon
- 1982 Crimă sub soare
- 1985 Noaptea groazei